# Harleigh (Pensilvania)
Harleigh es un lugar designado por el censo ubicado en el condado de Luzerne en el estado estadounidense de Pensilvania. En el año 2010 tenía una población de 176 habitantes.

## Geografía
Harleigh se encuentra ubicado en las coordenadas 40°59′10″N 76°58′13″O / 40.98611, -76.97028.. Según la Oficina del Censo de los Estados Unidos, Harleigh tiene una superficie total de 0,57 mi² (1,5 km²), de la cual 0,57 mi² (1,5 km²) corresponden a tierra firme y 0 mi² (0 km²) es agua.